# Жак Соломон Адамар
Адамар Жак Соломон (Hadamard Jacques; 8 грудня 1865 — 17 жовтня 1963) — французький математик. Член Паризької Академії наук (з 1912). Основні праці присвячені теорії диференційних рівнянь з частинними похідними, теорії чисел, теорії функцій комплексної змінної і механіки (проблема стійкості рівноваги). Багато уваги приділяв викладанню в школі.

## Праці
- Укр. перекл. — Елементарна геометрія, ч. 1—2. К., 1953—55
- Lectures on Cauchy's problem. N. Y., 1923
- Cours d'Analyse, v. 1—2. Р., 1927—30.